# Jean Chardin
Jean Chardin właśc. Jean-Baptiste Siméon Chardin (ur. 2 listopada 1699 w Paryżu, zm. 6 grudnia 1779 tamże) – francuski malarz.

## Życiorys
Do dziś nie wiadomo co skłoniło go do zajęcia się malarstwem. Malował portrety, sceny domowe odwołujące się do tradycji niderlandzkiej, oraz martwą naturę. Tematy te nie cieszyły się w ówczesnych czasach powodzeniem i poważaniem, jednak pomimo to odnosił sukcesy i robił karierę.
Na dorocznej Wystawie Młodych w Paryżu w 1728 zaprezentował kilka swoich obrazów, za które otrzymał liczne pochwały. 25 września 1728 został członkiem Królewskiej Akademii Malarstwa i Rzeźby. W Akademii został uznany za „utalentowanego malarza zwierząt i owoców”. Opracował własną technikę polegającą na nakładaniu kilku warstw farby, aby uzyskać efekt głębokiego kolorytu, dlatego jego prace różnią się zupełnie od prac jemu współczesnych malarzy rokokowych.
Jest uznawany za jednego z najlepszych malarzy rodzajowych. Ze względu na studium światła i rozmach kompozycji, wśród grupy XVII-wiecznych malarzy postrzegany jest jako „nowoczesny”. Specyficzne operowanie światłem, np. na obrazie „La Pourvoyeuse” sprawia, że znajdujące się na nim naczynia, postacie, stoły mieszczan zastawione jedzeniem, są pełne dostojeństwa i odwagi. Umarł będąc w pełni sławy 6 grudnia 1779, w swoim mieszkaniu w Luwrze.
Jego grobowiec znajduje się w kościele Saint Germain l’Auxerrois w Paryżu.

## Wybrane dzieła

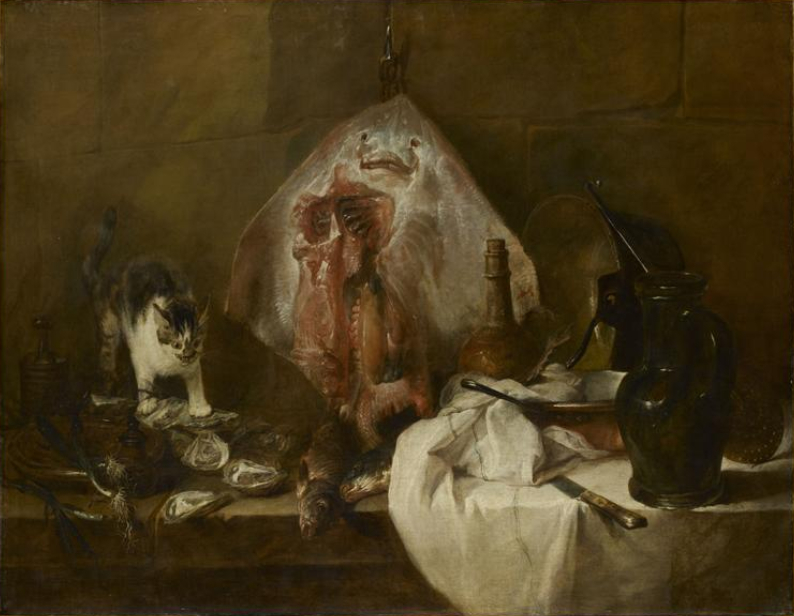
Raja (1728), Luwr

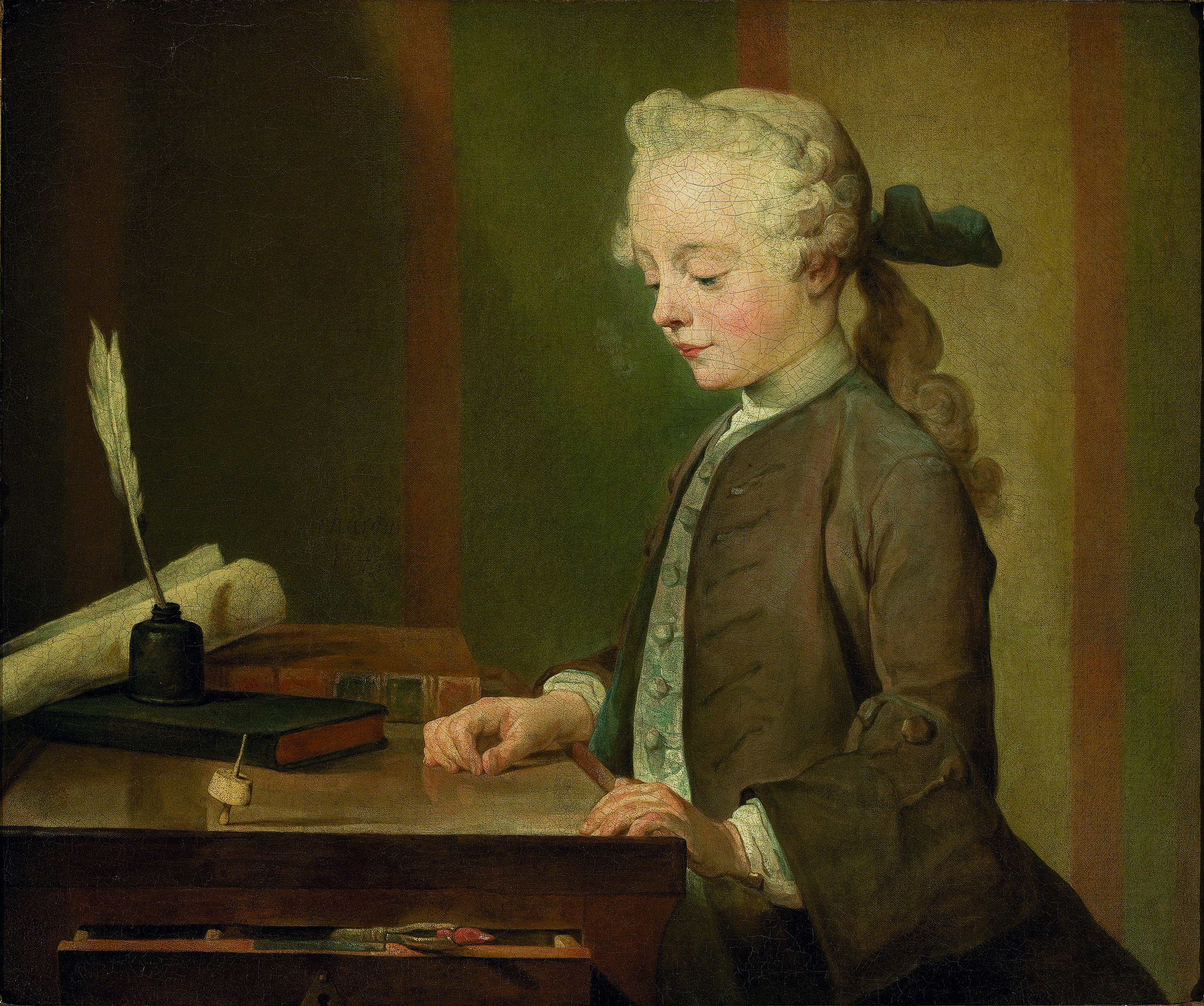
Chłopiec z bączkiem (ok.1735), São Paulo Museum of Art

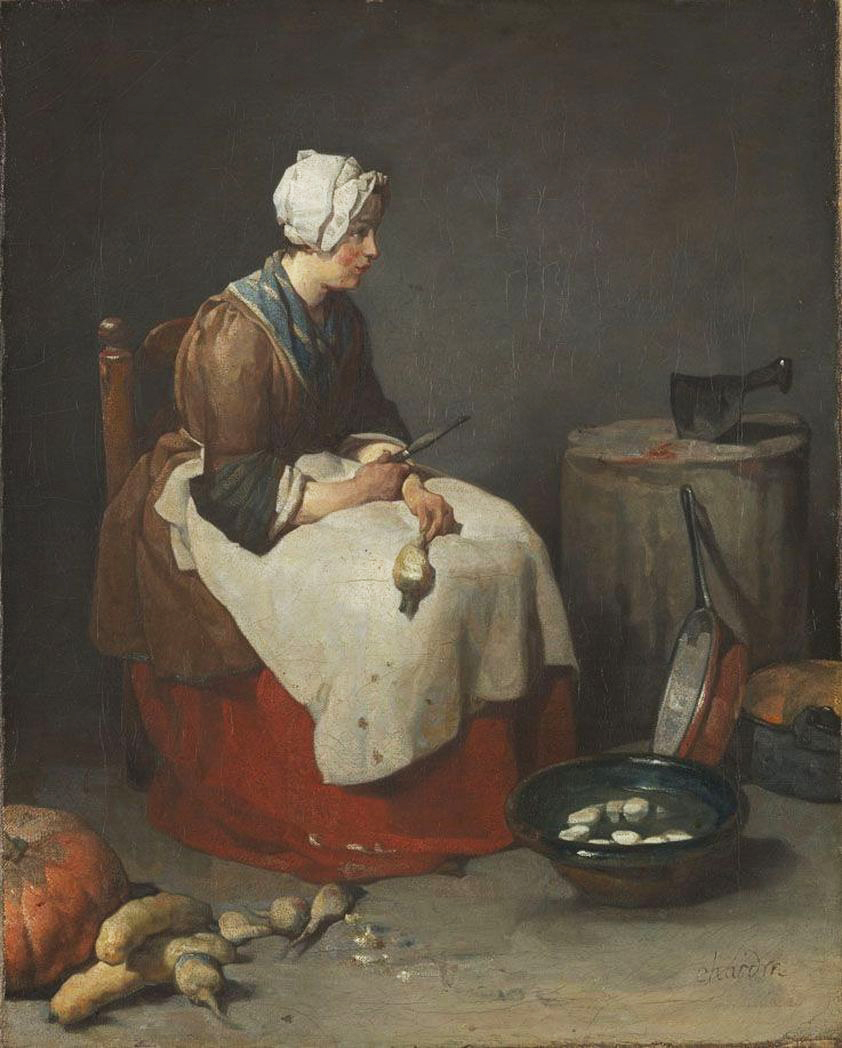
Dziewczyna obierająca rzepę (1739) Stara Pinakoteka Monachium

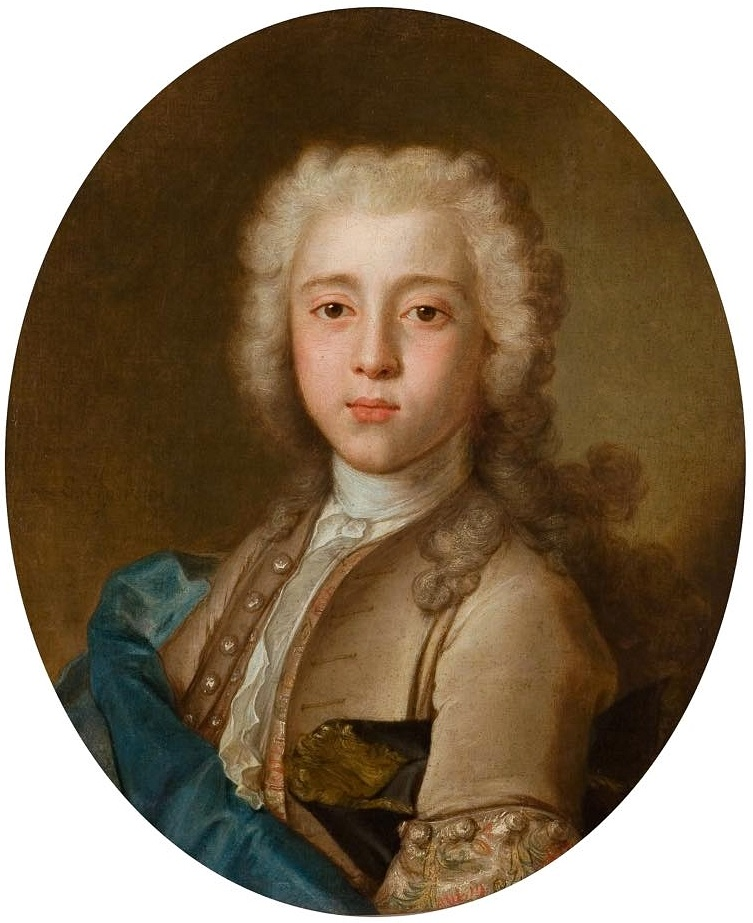
Portret chłopca, Muzeum Narodowe we Wrocławiu

- Atrybuty muzyki (1756) – Luwr, Paryż
- Atrybuty sztuk (1765) – Luwr, Paryż
- Autoportret przy sztalugach (1779) – Luwr, Paryż
- Babka (1763) – Luwr, Paryż
- Bańki mydlane (1730) – olej na płótnie, 61 × 63,2 cm. Metropolitan Museum of Art, Nowy Jork
- Bufet (1728) – Luwr, Paryż
- Chłopiec bawiący się bączkiem (1737) – Luwr, Paryż
- Czyszcząca buraki (ok. 1738) – National Gallery of Art, Waszyngton
- Dostarczycielka żywności (1739) – Luwr, Paryż
- Dziewczyna obierająca rzepę (1739) – Stara Pinakoteka, Monachium
- Dziewczynka z wolantem (ok. 1740) – Uffizi, Florencja
- Gra w karty (ok. 1735) – Narodowa Galeria Irlandii, Dublin
- Gruszki, orzechy, szklanka wina i nóż (1768) – Luwr, Paryż
- Guwernantka (1739) – Tatton Park, Cheshire
- Kanarek (1750-51) – Luwr, Paryż
- Kot z płatem łososia, dwiema makrelami i moździerzem (1728) – Muzeum Thyssen-Bornemisza, Madryt
- Kredens (1728) – Luwr, Paryż
- Małpa malarzem – Musée des Beaux-Arts, Chartres
- Martwa natura z atrybutami sztuki – 1766, Ermitaż St. Petersburg
- Martwa natura: dwa króliki, szara kuropatwa, torba myśliwska (1731) – Narodowa Galeria Irlandii, Dublin
- Martwa natura z fajkami i naczyniami (ok. 1762) – Luwr, Paryż
- Martwa natura z karafką wina (1787) – Luwr, Paryż
- Miedziany kociołek (ok. 1734) – Luwr, Paryż
- Młoda guwernantka (ok. 1736) – National Gallery, Londyn
- Młody rysownik (1733-34) – Nationalmuseum, Sztokholm
- Młodzieniec grający w karty (ok. 1740) – Uffizi, Florencja
- Młodzieniec ostrzący ołówek (1737) – Luwr, Paryż
- Modlitwa przed jedzeniem (1744) – Ermitaż, St. Petersburg
- Palarnia tytoniu (1737) – Luwr, Paryż
- Poranna toaleta (ok. 1740) – Nationalmuseum, Sztokholm
- Portret chłopca - Muzeum Narodowe we Wrocławiu
- Portret malarza Josepha Aveda (1734) – Luwr, Paryż
- Portret pani Chardin (1775) – Luwr, Paryż
- Praczka – Ermitaż, St. Petersburg
- Przyjemności życia domowego (1746) – Nationalmuseum, Sztokholm
- Raja (1725-26) – Luwr, Paryż
- Serynetka (1750-51) – Luwr, Paryż
- Słój z oliwkami (1760) – Luwr, Paryż
- Srebrny puchar (ok. 1765) – Luwr, Paryż
- Stół kredensowy (ok. 1756) – Luwr, Paryż
- Wazon z kwiatami (1760-61) – National Gallery of Scotland, Edynburg
- Upolowany bażant i torba myśliwska – Gemäldegalerie, Berlin
- Zabity zając z prochownicą i torbą myśliwską (ok. 1729) – Luwr, Paryż